# Une échelle pour aller au ciel
Une échelle pour aller au ciel (A Ladder to Heaven en version originale) est le douzième épisode de la sixième saison de la série animée South Park, ainsi que le 91e épisode de l'émission.

## Synopsis
Kyle, Stan et Cartman ont gagné une razzia gratuite de bonbons à la confiserie Lolly. Malheureusement, pour faire valoir leur droit aux confiseries, ils doivent retrouver leur ticket gagnant, qu’ils avaient confié à Kenny, mort peu de temps auparavant. Les trois garçons décident alors de bâtir une gigantesque échelle pour aller au ciel, dans l’espoir de l’y retrouver. Pendant ce temps, le gouvernement américain soupçonne Saddam Hussein d’être en train de construire des armes de destruction massive du haut du paradis. Ils décident alors de se servir de l’échelle des garçons pour le bombarder.
Cet épisode parodie l’arrivée sur la Lune des Américains en parodiant les théories proposées, notamment lors du tournage de l’arrivée au paradis des Japonais.